# José Claudio Aranzadi
José Claudio Aranzadi Martínez (né le 9 octobre 1946 à Bilbao) est un homme politique espagnol membre du Parti socialiste ouvrier espagnol.
Marié avec une Française (Inès Cassin) et père d'une fille, il a étudié les sciences économiques à l'Université du Pays basque.

## Activité politique
En 1984, il est nommé vice-président de l'Institut national de l'industrie (INI) par le Président de l'époque, Luis Carlos Croissier, qu'il remplace en 1986. Le 12 juillet 1988, il est nommé ministre de l'Industrie et de l'Energie du deuxième gouvernement de Felipe González à l'occasion d'un remaniement ministériel. Il conserve son poste jusqu'à la formation du quatrième gouvernement González, le 14 juillet 1993.
Cette même année, il fut désigné responsable de la délégation permanente espagnole auprès de l'Organisation pour la coopération et le développement économique (OCDE).